# Susanna Abraham
Susanna Abraham, geborene Heine, (* um 1746 in Nienburg; † 1821) war eine deutsche Kauffrau und Stifterin in Nienburg/Weser. Nach dem Tod ihres Ehemannes Marcus Abraham 1792, wurde sie selbständige Händlerin und entwickelte ihr Geschäft mit Ellenwaren zu einem der führenden Handelshäuser in Nienburg. Sie engagierte sich stark in der jüdischen Gemeinde. Susanna Abraham ermöglichte den Bau der Nienburger Synagoge, in ihrem Wohnhaus wurde eine Schule eingerichtet.

## Familie
Susanna Abraham entstammte einer Nienburger Händlerfamilie. Bereits die Großeltern Franchen und Salomon Alexander waren in Nienburg ansässig. Für den Großvater ist ein Schutzbrief von 1717 überliefert. Sisge – wie Susanna Abrahams vermutlich tatsächlicher Vorname lautete – wurde zwischen 1744 und 1746 als zweites von fünf Kindern der Eheleute Röschen und Joseph Heine geboren. Um 1765 heiratete sie den aus Drakenburg stammenden Marcus Abraham. Die Ehe blieb kinderlos. Nach dem Tod ihres Ehemannes 1792 führte Susanna Abraham mit Ende Vierzig den Ellenwarenhandel selbständig weiter. Sie war eine erfolgreiche Kauffrau und baute ihren Warenhandel zu einem der ersten Handelshäuser in Nienburg aus. Sie wurde dabei von Handelsgehilfen unterstützt, zumeist ihren Neffen.

### Drei Generationen Kauffrauen
Susanna Abraham hatte für ihre selbständige Handelstätigkeit tatkräftige Vorbilder.
Ihre Großmutter Franchen Alexander war gebürtige Bückeburgerin, ihr Mann Salomon Alexander Schutzjude in Nienburg. Nach dem Tod Salomons heiratete Franchen erneut. Ihr zweiter Ehemann, der aus Lippe stammende Philip Enoch, konnte den Schutz seines Vorgängers übernehmen. Er handelte mit Ellenwaren: mit Stoffen, Bändern und Spitzen, die nach dem Ellenmaß abgemessen und abgeschnitten wurden. 1741 wurde Philip Enoch gestattet, das Haus in der Langen Straße 66 zu kaufen, das er bislang gemietet hatte. Bürgermeister Semler schrieb in der Urkunde, dass er „dieses alte baufällige und mir unbequeme Haus und Scheuer mit vielen Kosten zu reparieren und auszubauen“ für 610 Taler an Enoch verkauft habe.
Das Haus wurde später von den Eltern Susanna Abrahams, Röschen Heine und ihrem aus Berlin stammenden Ehemann Joseph Heine, bewohnt. Beide besaßen seit den 1730er Jahren den Schutzbrief. Auch Röschen Heine führte nach dem Tod ihres Ehemannes den Ellenwarenhandel weiter. 1796, mit 73 Jahren, gab sie das Geschäft auf.
Großmutter, Mutter und Tochter waren Kauffrauen. In den Jahren 1792 bis 1796 gab es in Nienburg gleichzeitig zwei jüdischen Händlerinnen aus derselben Familie.

## Handelstätigkeit Susanna Abrahams
Susanna Abrahams wirtschaftlicher Erfolg basierte auf ihren langjährigen Handelserfahrungen, einem verwandtschaftlichen Netzwerk und auf weitreichenden Geschäftsbeziehungen. Das Handelshaus Abraham war nicht nur in Nienburg und den umliegenden Flecken Hoya, Landesbergen, Stolzenau oder Liebenau vertreten. Besuchslisten belegen, dass sie ihre Handelsgehilfen zu den Messen in Minden und der Fernhandelsstadt Braunschweig sandte.
Ihre geschäftlichen Beziehungen reichten bis Hamburg, mit seinem Hafen der bedeutendste Umschlagplatz im Norden Deutschlands. In Hamburg orderte sie Waren für den Weiterverkauf. Die Bestellungen wurden schriftlich abgewickelt. So schrieb der Hamburger Geschäftsmann A. Goldschmidt am 11. Januar 1804 an Susanna Abraham: Auf Ihr Verlangen erfolgt ein Paket mit 2 Stück Manchester. Den Betrag mit am fußstehender Nota uns zu ceditiren. […].
Juden unterlagen einer Reihe von Gesetzen und Verordnungen, die in ihr Leben eingriffen. Die Ausübung öffentlicher Ämter und der Eintritt in die Zünfte war ihnen verboten. Für den Handel hatte besonders das Edikt König Georgs I. aus dem Jahre 1723 große Bedeutung. Das Edikt regelte die Handelstätigkeit von Juden und schränkte das erlaubte Warenangebot stark ein. So durften jüdische Händler keinen offenen Laden führen. Auch war der Verkauf von Seiden- und Galanteriewaren verboten.
Susanna Abrahams Geschäftsstandort war ihr Wohnhaus in der Langen Straße 79. Ihr Vorhaben, einen offenen Laden mit Tresen in ihrem Haus einzurichten, scheiterte 1797 am Widerspruch des Nienburger Krameramtes. Sie konnte ihren Handel deswegen nur außerhalb des Hauses auf Messen und Märkten sowie direkt von Haus zu Haus betreiben.
Susanna Abraham war eine überaus erfolgreiche Geschäftsfrau, die ihre Interessen gegenüber dem Magistrat der Stadt, den Handelspartnern und der Kramergilde selbstbewusst vertrat. So gelang es ihr 1815, die Konzession zum Handel mit Wollwaren zu erhalten. Das war ein erheblicher Vorteil gegenüber der örtlichen jüdischen Konkurrenz, denn damit war sie mit ihrem Warenangebot den christlichen Händlern gleichgestellt. Für dieses Privileg zahlte sie eine jährliche Abfindung an das Krameramt. Es war ihr aber weiterhin verboten, Mitglied der Gilde werden zu können. Ihr Erfolg rief bei den Konkurrenten Missgunst, Neid und auch Angst hervor. Immer wieder musste sie sich gegen den Vorwurf des verbotenen Hausierhandels wehren.
Um die Geschäftsnachfolge zu sichern, holte Susanna Abrahams ihren Neffen Jonas Meyer aus Petershagen zu sich. Er sollte ihr Wohnhaus und Geschäft erben. Aus Angst vor der Dominanz ihres Handelshauses gingen 1817 gegen dieses Vorhaben nicht nur die christlichen Kramer, sondern auch alle Schutzjuden in Nienburg vor. In einem Schreiben intervenierten die Schutzjuden: „[…]. Es bedarf warlich keines weiteren Beweises, wie sehr die hiesige Schutzjüdin Wittwe Abraham durch die ihr von Königl. Provinzial Regierung vor einigen Jahren ertheilte Handels-Freyheit in ihren Verhältnissen vor uns allen begünstigt ist. Keiner von uns ist […] im Stande, ihr gleich zu kommen […]“. Susanna Abraham bestimmte daraufhin ihr Wohnhaus zur res sacra, in dem eine Synagoge eingerichtet werden sollte. Als sie 1821 mit etwa 75 Jahren starb, erlosch auch ihr Handelshaus. Susanna Abraham wurde auf dem jüdischen Friedhof in Nienburg begraben. Ihr Grabstein ist bislang nicht gefunden worden.

## Die Nienburger Synagoge

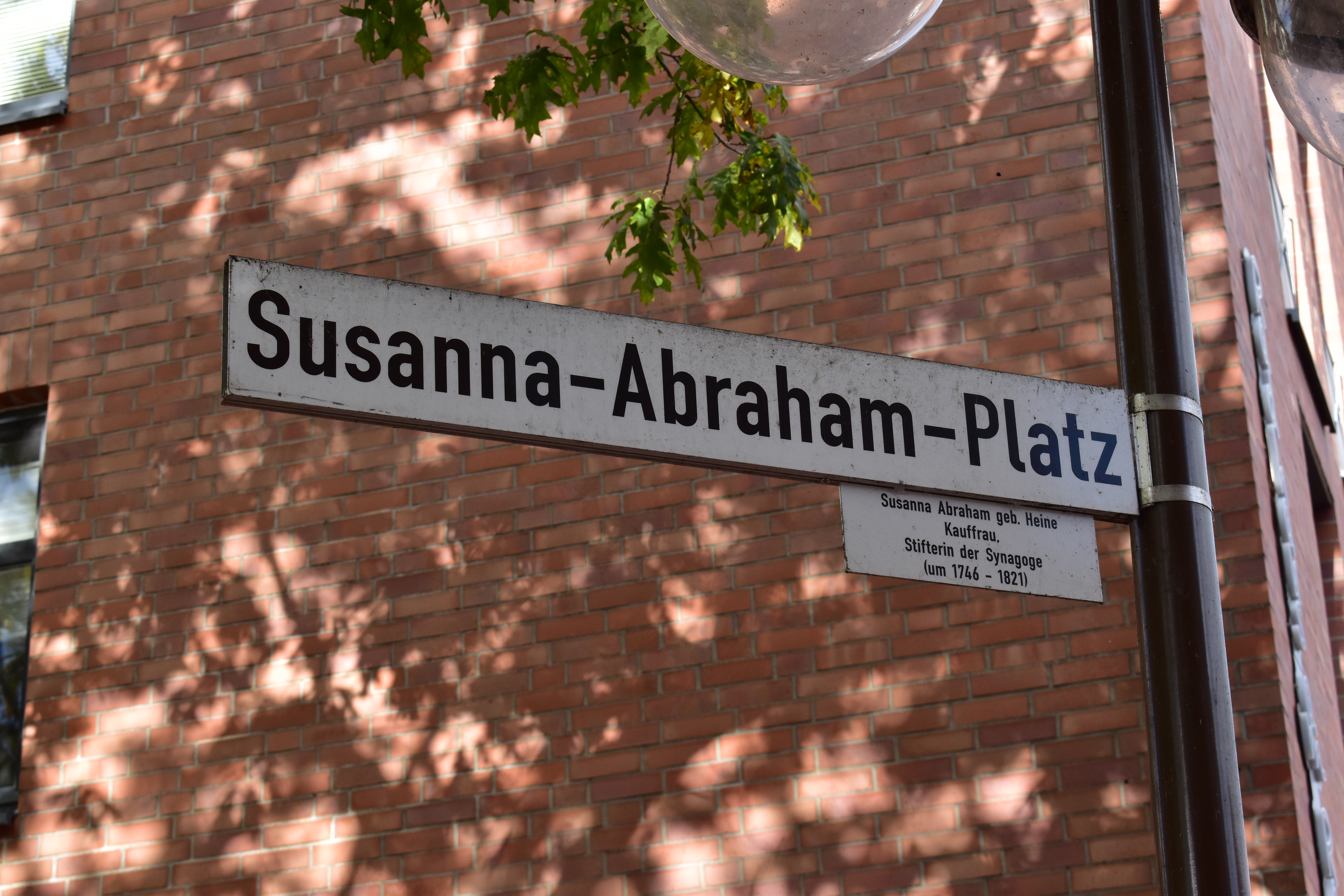
Straßenschild des Susanna-Abraham-Platzes in Nienburg mit Legendentafel

Susanna Abraham vermachte in ihrem Testament von 1817 der jüdischen Gemeinde nicht nur ihr Wohnhaus, sondern auch ein Kapital von eintausend Talern in Gold sowie weitere hohe Geldbeträge: Mein […] bürgerliches Wohnhaus nebst Zubehör vermache ich der hiesigen Gemeinde zu einer Synagoge und behuf des deßfalss nöthigen Baues und sonstiger Einrichtungen ein […] Capital von Ein Tausend Thaler in Golde […].
Die Einrichtung einer Synagoge in ihrem Wohnhaus lehnte die Regierung in Hannover allerdings ab. Die Begründung lautete, sie solle nicht an der Hauptstraße gelegen sein, weil der jüdische Gottesdienst durch das Singen im Tempel, das oft ganze Nächte hindurch dauert, mit Störung der nachbarlichen Ruhe allemal verbunden ist.
Die jüdische Gemeinde entschloss sich daraufhin zu einem Neubau hinter dem Wohnhaus zum Schloßplatz. Die Synagoge wurde vom flämischen Architekten Emanuel Bruno Quaet-Faslem entworfen und in den Jahren 1823/24 erbaut. Es handelte sich um ein schmales, langgestrecktes rechteckiges Gebäude mit Satteldach im klassizistischen Stil. Die Synagoge wurde in der Pogromnacht 1938 zerstört.
Die Stadt Nienburg ehrte Susanna Abraham mit der Benennung eines Platzes, der an die Lange Straße angrenzt, als Kauffrau und Stifterin der Synagoge.
Im Wohnhaus von Susanna Abraham wurde eine jüdische Schule eingerichtet. Das Gebäude wurde 1938 wurde enteignet und arisiert. Das Haus ist heute noch erhalten, wenn auch umgebaut. Es ist das einzige erhaltene Gebäude in Nienburg mit ehemals jüdisch-gemeindlicher Funktion.